# HD 221776
Désignations
HD 221776 est une étoile double située dans la constellation d'Andromède. Avec une magnitude apparente de 6,18, elle est visible à l'œil nu dans des conditions très favorables. Le composant le plus brillant a un type spectral de type K5III, ce qui signifie qu'il s'agit d'une géante orange qui a évolué à partir de la séquence principale. Un excès d'infrarouge a été détecté autour de l'étoile, indiquant que l'étoile est associée à un nuage de particules de poussière.

## Compagnon
Elle possède un compagnon de magnitude 11,8 situé à une séparation angulaire de 19,8" le long d'un angle de position de 329°, en 2002. Cependant, sa distance mesurée par la parallaxe donne une distance beaucoup plus grande que celle de l'étoile primaire.